# Radio Atlantis (Nederland)
Radio Atlantis is een lokale omroep voor de regio's 's-Hertogenbosch, Tilburg en Waalwijk. De zender richt zich op Nederlandstalige muziek.

## Geschiedenis
Radio Atlantis ontstond in 1980 als piraat, aanvankelijk onder de naam Radio Caroline, vernoemd naar de zeezender. In 1982 werd de zender voor de eerste maal uit de lucht gehaald, maar een dag later werd alweer uitgezonden. In 1989 waren bij de zender al negentien invallen gedaan.
In 1993 deed de zender een eerste poging om legaal uit te mogen zenden vanuit Hedel, maar de aanvraag werd niet gehonoreerd. Zes jaar later lag de zender bijna geheel stil.
In 2002 volgde een comeback, maar door strengere overheidscontroles (Operatie Etherflits) werd de zender in 2003 voor de twintigste keer uit de lucht gehaald. Omdat de lokale omroep Boschtion dat jaar failliet ging en daarmee de lokale zendmachtiging vrij kwam, deed Radio Atlantis een gooi naar de publieke lokale zendvergunning in de regio 's-Hertogenbosch. Begin 2005 bepaalde het Commissariaat voor de Media echter dat niet Radio Atlantis maar Stichting Teleros (die de boedel van het failliete Boschtion had overgenomen) de vergunning toegewezen kreeg, ondanks een advies van de gemeente 's-Hertogenbosch uit 2004 om de zendmachtiging aan Radio Atlantis te verlenen. Radio Atlantis kreeg uiteindelijk van het commissariaat wel een vergunning voor commerciële uitzendingen. Dit was de laatste strohalm voor de zender om te blijven bestaan.
Op 30 september 2005 werd Radio Atlantis een legale zender.